# Hans-Heinrich Vangerow
Hans-Heinrich Vangerow (auch Hans Heinrich Vangerow; * 4. April 1924 in Tapiau, Ostpreußen, heute Gwardeisk, Russland; † 28. Dezember 2019 in Donaustauf) war ein deutscher Forstmann und Historiker. Weit über Deutschland hinaus bekannt geworden ist Vangerow als „Vater der Waldjugendspiele“, wobei ihm namentlich die Waldtherapie für behinderte Kinder am Herzen lag. Vangerow war daneben der erste Leiter der Nationalparkverwaltung des Nationalparks Bayerischer Wald.

## Leben und Wirken

### Berufsweg
Hans-Heinrich Vangerow wurde am 4. April 1924 im ostpreußischen Tapiau geboren. Die Familie zog allerdings schon 1925 nach Bayern um, sodass er ab 1931 in Erlangen und ab 1937 in München die Schule besuchte. In München legte er 1942 auch sein Notabitur ab, da er als Soldat zur Wehrmacht eingezogen wurde. 1948 kehrte er aus der Kriegsgefangenschaft zurück und studierte bis 1952 Forstwissenschaft an der Ludwig-Maximilians-Universität München. Anschließend folgte das Forstreferendariat in der Bayerischen Staatsforstverwaltung, das er 1955 mit der Großen Forstlichen Staatsprüfung abschloss.
Danach wirkte Vangerow bis 1960 als Forstmeister in Geisenfeld. Von 1966 bis 1972 war er Forstamtsleiter in Allersberg bei Nürnberg. Am 1. Mai 1972 wechselte er als Leitender Forstdirektor an die Oberforstdirektion Regensburg, wo er Sachgebietsleiter für Raumordnung, Landespflege, Naturschutz und Öffentlichkeitsarbeit sowie von 1973 bis 1979 zusätzlich auch Leiter der Nationalparkverwaltung Nationalpark Bayerischer Wald war. Vangerow war maßgeblich daran beteiligt, das Nationalpark-Projekt gegen mancherlei Widerstände in die Tat umzusetzen und mit Erfolg um Akzeptanz zu werben. 1987 wurde er zum Stellvertreter des Forstpräsidenten bestellt. Zum 1. Mai 1989 trat Vangerow als Leitender Forstdirektor in den Ruhestand.

### Vater der Waldjugendspiele
Weit über die Grenzen der Bundesrepublik Deutschland hinaus bekannt machten ihn indes die von ihm geschaffenen Waldjugendspiele, mit denen er am 9. Mai 1970 als Forstamtsleiter in Allersberg begann. Vangerow entwickelte die Idee und pädagogische Grundkonzeption dafür aus Erfahrungen mit Waldbegehungen von Schulklassen in den sechziger Jahren und aus einem Waldquiz, das er anfangs im Schulsaal abgehalten und dann in den Wald verlegt hatte. Er wollte damit Kinder im Sinne der Umwelterziehung nicht abstrakt-theoretisch, sondern mit spielerischen Aktivitäten an die Natur – und hier speziell den Wald – heranführen und bei ihnen Interesse für dessen Lebensgemeinschaft, Geschichte und Nutzung wecken. Vangerow schrieb dazu 1983: „Gerade weil diese besonderen Schulveranstaltungen im Wald durchgeführt werden, bemühen sie sich um die Erfassung und Miteinbeziehung der gesamten Umwelt. Man darf sie deshalb zu Recht als praxisbezogenen und im Dienst der Umweltvorsorge stehenden Ökologieunterricht ‚vor Ort’ bezeichnen.“
Zunächst nahmen an den neuen Waldjugendspielen 37 Schülergruppen teil, aber die Nachfrage nach diesem Angebot stieg rasch an. Bereits 1971 übernahm der damalige bayerische Forstminister Hans Eisenmann die Schirmherrschaft über diese Veranstaltungsreihe, die alljährlich im Frühjahr an neun verlängerten Vormittagen zentriert im Neuburger Wald bei Passau, im Kleinprüfeningerholz bei Regensburg und im Nationalpark Bayerischer Wald abgehalten wurde. Die Ausrichtung lag in den Händen der bayerischen Staatsforstverwaltung, die Trägerschaft bei der Schutzgemeinschaft Deutscher Wald (SDW), Landesverband Bayern e. V., deren Beauftragter für Waldjugendspiele und Schulkontakte Vangerow wurde. Bis zum Jahr 1984 spielten allein in Bayern insgesamt 3600 Klassen mit weit mehr als 100.000 Schülern mit – darin eingeschlossen auch lern- und geistig behinderte Schüler, die Vangerow seit 1977 ebenfalls betreute und deren Waldtherapie er sich besonders verschrieben hatte. Unter dem Dach der Schutzgemeinschaft Deutscher Wald verbreitete sich die Idee der Waldjugendspiele bald bundesweit und so sind sie heute in fast allen Bundesländern ein vor allem von Grundschulen gern genutztes Angebot. Da bereits Mitte der 1980er-Jahre in Deutschland jährliche Gesamtteilnehmerzahlen von bis zu 50.000 Schülern erreicht wurden, fanden die Waldjugendspiele auch international Beachtung. Inzwischen haben an den ostbayerischen Waldjugendspielen in 43 Jahren 482000 Schülerinnen und Schüler teilgenommen.
Weiter war Vangerow auch Initiator der Internationalen Mainauer Jugendspiele, die seit 1986 jährlich auf der Bodensee-Insel Mainau von der Lennart-Bernadotte-Stiftung veranstaltet werden. Dabei treffen sich in jedem Frühjahr rund 400 Viertklässler aus den Bodensee-Anrainerländern Baden-Württemberg, Bayern, Österreich, der Schweiz und dem Fürstentum Liechtenstein.
Neben der Umwelterziehung von Kindern und Jugendlichen setzte sich der Forstmann auch für die Förderung des Umweltbewusstseins bei den Soldaten der Bundeswehr ein. Zu diesem Zweck gab es im November 1988 in der Nähe von Regensburg erstmals einen Wald- und Umwelttag für die 4. Jägerdivision.

### Forstgeschichtliche Forschungen
Intensiv hat sich Vangerow zudem mit historischen Fragestellungen beschäftigt und gilt als Spezialist für die Forstgeschichte in Altbayern. 1976 promovierte er am Fachbereich Forstwissenschaften der Universität München mit der forsthistorischen Untersuchung Vom Stadtrecht zur Forstordnung. München und der Isarwinkel bis zum Jahr 1569 zum Dr. rer. silv. Im Jahr 2005 habilitierte er sich mit der biografischen Darstellung Johann Heinrich Kosteletzky von Sladowa (1688–1769), ein böhmisches Schicksal. Vom königlichen Hofjäger in Böhmen zum kurfürstlichen Oberwaldmeister in Bayern an der Albert-Ludwigs-Universität Freiburg. Auch im „Arbeitskreis Forstgeschichte in Bayern“ ist er engagiert.
Vangerow verfasste über 500 Veröffentlichungen in Büchern und verschiedenen Fachzeitschriften und nahm immer wieder pointiert zu tagesaktuellen forstlichen Fragen Stellung, wobei er sich gern der journalistischen Darstellungsform der Glosse bediente. In der jüngeren Vergangenheit hat er vor allem mit Kritik an der Forstreform in Bayern nicht hinter dem Berg gehalten. Auch dass der Nationalpark Bayerischer Wald nicht mehr bei der Forstverwaltung, sondern beim Umweltministerium angesiedelt ist, sieht er kritisch.
Für sein vielfältiges berufliches und ehrenamtliches Engagement ist Hans-Heinrich Vangerow mehrfach geehrt worden, unter anderem 1981 mit der Verleihung des Bundesverdienstkreuzes am Bande. Beim Festakt zum 40-jährigen Bestehen der Waldjugendspiele im Mai 2009 am Walderlebniszentrum Regensburg zeichnete ihn Forstminister Helmut Brunner mit dem Bayerischen Löwen aus. In seiner Laudatio würdigte der Minister den „Vater der Waldjugendspiele“ mit den Worten: „Ihr Ziel war es, Wissen über den Wald nicht mehr „einzutrichtern“, sondern bei einem fairen Wettstreit der Schulklassen spielerisch und sportlich zu vermitteln.“
Vangerow lebte seit 1973 bis zu seinem Tod in Donaustauf.

## Auszeichnungen
- 1977 – Bayerische Umwelt-Medaille
- 1981 – Bundesverdienstkreuz am Bande
- 1982 – Lorenz-Wappes-Preis des Deutschen Forstvereins für seine Verdienste um die Waldjugendspiele
- 1986 – Bayerische Staatsmedaille für soziale Verdienste
- 1986 – Europapreis für Landespflege – Peter Joseph Lenné-Medaille in Gold der von Alfred Toepfer gegründeten Johann Wolfgang von Goethe Stiftung zu Basel[3]
- 2009 – Bayerischer Löwe

Seit 1997 wird ihm zu Ehren bei den Internationalen Mainauer Jugendspielen auch der Dr.-Vangerow-Preis vergeben.

## Schriften
- Linz und der Donauhandel des Jahres 1627. In: Archiv der Stadt Linz (Hrsg.): Historisches Jahrbuch der Stadt Linz. 1963. Linz 1963, ooegeschichte.at [PDF].
- Schiffleute und Schiffbestand an der Donau von Passau bis Wien anno 1566. In: 50 Jahre Historisches Jahrbuch der Stadt Linz. Linz 1985, ooegeschichte.at [PDF].
- Vom Stadtrecht zur Forstordnung. München und der Isarwinkel bis zum Jahr 1569. Dissertationsschrift, Miscellanea Bavarica Monacensia (Heft 66)/Neue Schriftenreihe des Stadtarchivs München (Band Nr. 86), München 1976, ISBN 3-87913-066-3.
- Wald und Holz in der Oberpfalz. Beiträge zur Geschichte und Landeskunde der Oberpfalz (Heft 24), Regensburg 1982.
- Schule im Wald. Eine waldkundliche Handreichung. München 1984.
- Aspekte zum forstlichen Maß- und Vermessungswesen in Kurbayern und der Oberpfalz. In: Aufbau und Auswertung „Langer Reihen“ zur Erforschung von historischen Waldzuständen und Waldentwicklungen, Tübingen 1999.
- als Mitverfasser: 250 Jahre Bayerische Staatsforstverwaltung. München 2002.
- Johann Heinrich Kosteletzky von Sladowa (1688–1769), ein böhmisches Schicksal. Vom königlichen Hofjäger in Böhmen zum kurfürstlichen Oberwaldmeister in Bayern. Habilitationsschrift, 2 Bände, Freiburg 2005 (Volltext).